# Tub de raigs X
Un tub de raigs X és una vàlvula de buit que converteix energia d'entrada en raigs X. Els tubs de raig X provenen del tub de Crookes experimental amb el qual primer es van descobrir els raigs X el 8 de novembre de 1895, pel físic alemany Wilhelm Conrad Röntgen. La disponibilitat d'aquesta font controlable de raig X va crear el camp de radiografia, la imatge d'objectes opacs parcials amb radiació penetrant. A diferència d'altres fonts de radiació ionitzant, només es produeixen radiografies mentre el tub de raigs X s'activi. Els tubs de raigs X també s'utilitzen en els escàneres de tomografia computada, escàners d'equipatges de l'aeroport, cristal·lografia de raigs X, anàlisi de materials i estructures i per a la inspecció industrial.

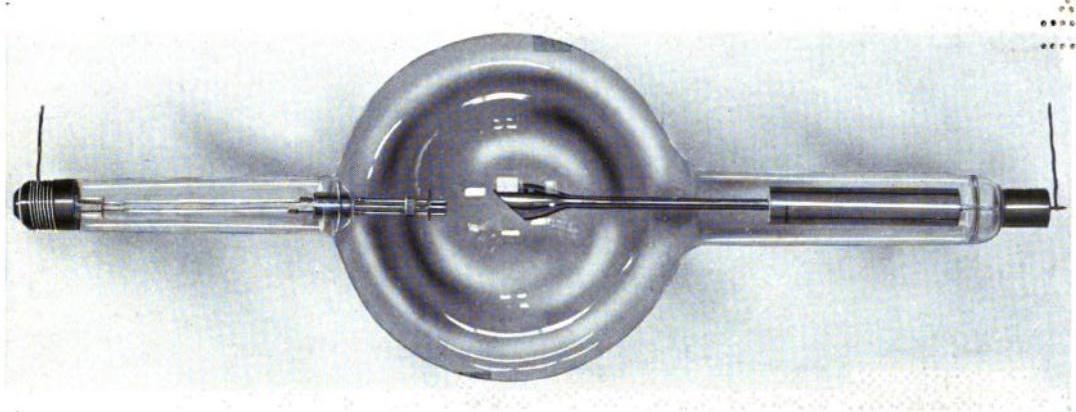
Tub de raigs X de Coolidge, de cap a 1917. El càtode escalfat és a l'esquerra i l'ànode a la dreta. Els raigs X s'emeten cap avall.

## Tipus

### Tub d'ànode giratori

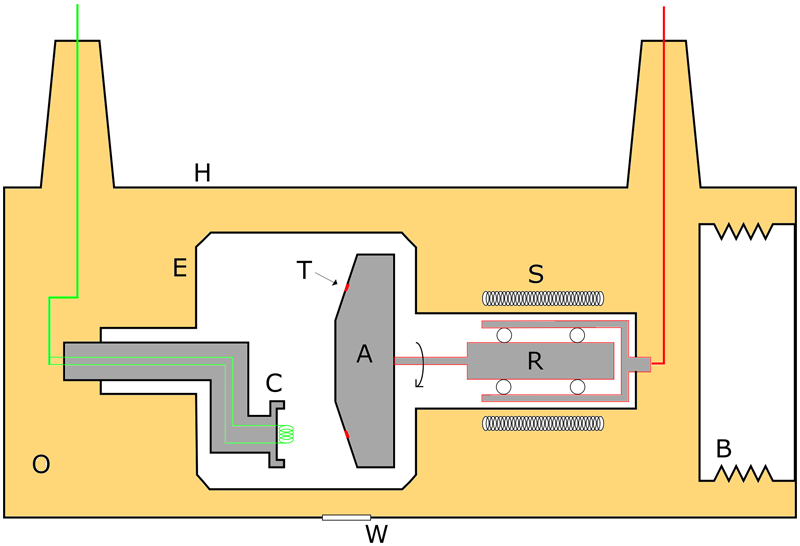
Esquema simplificat de Tub d'ànode giratori.

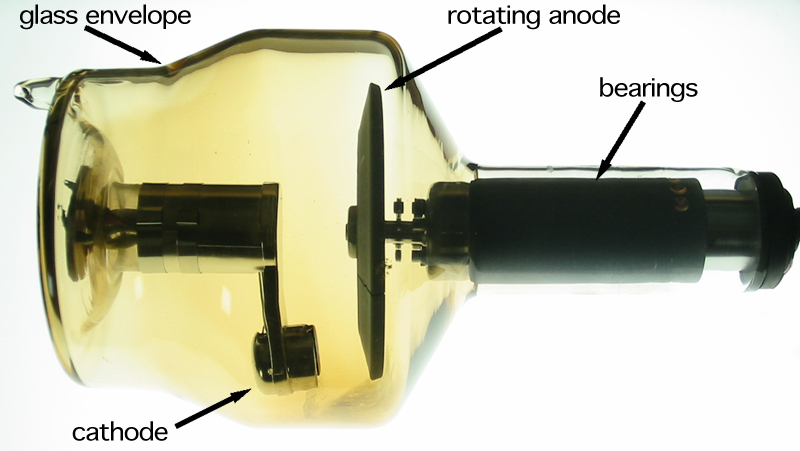
Tub d'ànode giratori típic

L'ànode es recolza en coixinets de buit i es pot rotar mitjançant inducció electromagnètica d'una sèrie de bobinats de l'estator fora del tub evacuat. Normalment, els corrents de Foucault són induïts en un cilindre de metall giratori, el rotor. La superposició de la inducció magnètica externa i la inducció des dels corrents de remolí, que canvia de direcció amb el temps, crea un impuls mecànic conductor en el rotor.
Com que el conjunt de l'ànode ha de contenir-se dins del tub evacuat, l'eliminació de calor és un problema greu, agreujat encara més per la major potència disponible. A causa de l'alta generació de calor, és necessària una expansió tèrmica igualada de vidre i el material de ànode. Per això, s'utilitza sovint vidre borosilicat d'alt borat iniciat per Otto Schott. El refredament directe mitjançant la conducció de calor o la convecció, com en el tub Coolidge, és difícil. En la majoria dels tubs, l'ànode es suspèn sobre rodaments de boles amb lubricació en pols de plata que proporciona refrigeració gairebé negligible per conducció.
Un desenvolupament recent ha estat el gal·li lubricat que pot suportar temperatures molt elevades sense contaminar el buit del tub. La gran superfície de contacte i el lubricant metàl·lic proporcionen un mètode eficaç per a la conducció de calor des de l'ànode.
L'ànode ha de ser construït amb materials d'alta temperatura. La temperatura de la distància focal pot arribar a 2.500 °C durant una exposició, i el conjunt d'àtoms pot arribar a 1.000 °C després d'una sèrie de grans exposicions. Els materials típics són un objectiu de tungstè-reni en un nucli de molibdè, amb suport de grafit. El reni fa que el tungstè sigui més dúctil i resistent al desgast de l'impacte de les bigues d'electrons.
El [molibdè] realitza calor des de l'objectiu. El grafit proporciona un emmagatzematge tèrmic per a l'ànode i minimitza la massa rotativa de l'ànode.
L'augment de la demanda de sistemes d'escaneig i angiografia de tomografia computada (CT) ha conduït al desenvolupament de tubs de raigs X mèdics d'alt rendiment. Els tubs CT contemporanis tenen una potència de fins a 100 kW i una capacitat de calor d'ànode de 6 MJ, però mantenen una àrea focal efectiva de menys de 1 mm 2 .

### Tub de raigs X de Microfocus (Microfocus X-ray tube)
Alguns exàmens de raigs X (com, per exemple, proves no destructives i Microtomografia| 3-D necessiten imatges molt d'alta resolució i, per tant, requereixen tubs de raigs X que puguin generar mides de punts focals molt petites, típicament inferiors a 50 μm de diàmetre. Aquests tubs es denominen tubs de raigs X de microfocus.
Hi ha dos tipus bàsics de tubs de raigs X de microfocus: tubs d'ànode sòlid i tubs d'àtoms metàl·lics.